# District de Mirpur
Le district de Mirpur est une subdivision administrative du sud-ouest du territoire Azad Cachemire au Pakistan.
Son chef-lieu est la ville de Mirpur.